# Chernes cavicola
Chernes cavicola es una especie de arácnido  del orden Pseudoscorpionida de la familia Chernetidae.

## Distribución geográfica
Se encuentra en los territorios que antes se llamaban Yugoslavia.